# Canarium denticulatum
Canarium denticulatum är en tvåhjärtbladig växtart. Canarium denticulatum ingår i släktet Canarium och familjen Burseraceae.

## Underarter
Arten delas in i följande underarter:
- C. d. fissistipulum
- C. d. denticulatum
- C. d. kostermansii